# 拟合优度
拟合优度（英語：goodness of fit）描述了统计模型中对一组观测值的拟合程度。拟合优度的度量通常总结观察值与相关模型下预期值之间的差异。这些措施可用于统计假设检验，例如检验残差的正态性，检验两个样本是否来自相同的分布（参见柯尔莫哥洛夫-斯米尔诺夫检验），或者结果频率是否遵循指定的分布（参见皮尔逊卡方检验）。用某分布或分布族刻画给定数据是否合适的程度就是拟合优度，其检验方法就是拟合优度检验。
在方差分析中，方差被划分成的分量之一可能是失拟平方和。对于拟合优度常见检测方法有：
- 贝叶斯信息准则
- 柯尔莫哥洛夫-斯米尔诺夫检验
- 克拉梅尔-冯·米塞斯准则
- 安德森-达林测试
- 贝克-琼斯（Berk-Jones）测试[2][3]
- 夏皮罗-威尔克检验
- 卡方检验
- 赤池信息准则
- 霍斯默-莱姆秀试验
- 柯伊伯测试
- 核化斯坦因差异[4][5]
- 张的ZK、ZC和A测试[6]
- 莫兰测试